# پانویه
پانویه (به صربی: Panevlje) یک منطقهٔ مسکونی در صربستان است که در ناحیه پچینیا واقع شده‌است. پانویه ۲۰۹ نفر جمعیت دارد.